# Купаиха
Купаиха — деревня в Харовском районе Вологодской области.
Входит в состав Азлецкого сельского поселения, с точки зрения административно-территориального деления — в Азлецкий сельсовет.
Расстояние по автодороге до районного центра Харовска — 56 км, до центра муниципального образования Поповка — 2 км. Ближайшие населённые пункты — Зародиха, Мелентьевская, Красимиха, Уласовская, Острецовская.
По переписи 2002 года население — 11 человек.